# Deplacement
Deplacement is het gewicht van de door een ondergedompeld lichaam verplaatste vloeistof. Het volume van de verplaatste vloeistof is de waterverplaatsing. Met de verplaatste vloeistof wordt bedoeld het volume aan vloeistof gelijk aan het volume van het deel van een drijvend of ondergedompeld lichaam dat onder het wateroppervlak ligt, inclusief de lege ruimte. 

## Principe
Een object dat volledig zinkt verplaatst een hoeveelheid vloeistof die samenhangt met zijn volume; volgens de wet van Archimedes ondervindt het object daardoor een opwaartse kracht die gelijk is aan het gewicht van de verplaatste vloeistof. Dit gewicht is gelijk aan: het volume van het object vermenigvuldigd met de dichtheid van de vloeistof en de zwaartekrachtversnelling (zie onderstaande formule). Als de gemiddelde dichtheid van het object lager is dan de dichtheid van de vloeistof dan zal het object blijven drijven; het gewicht van de verplaatste vloeistof is dan even groot als het gewicht van het object.
{\displaystyle \Delta =\rho \cdot V\cdot g}
waarin:
{\displaystyle \rho }: dichtheid van vloeistof
{\displaystyle V}: volume van ondergedompeld object
{\displaystyle g}: valversnelling

## Scheepvaart

### Geschiedenis
De scheepsmeting was lang gebaseerd op het vaststellen van de hoeveelheid vracht die een schip mee kon nemen aangezien de scheepseigenaar hier het grootste belang bij had. Dit werd uitgedrukt in last voor onder andere graan in Noord-Europa en in tonnen van verschillende groottes voor onder andere wijn in Zuid-Europa. Hiermee werden zowel volumes als gewichten aangeduid — vaak een verwarring veroorzakend die ook tegenwoordig nog regelmatig voorkomt. Het probleem voor de scheepsbouwer was om een gewenste tonnenmaat om te zetten in een scheepsontwerp.
Hierbij was de bepaling van het deplacement van weinig nut, zodat het lang duurde voor er methodes werden ontwikkeld om deze te bepalen. Nog in 1643 schreef Georges Fournier in zijn Hydrographie zelfs dat het onmogelijk was om deze vast te stellen. Desondanks ontwikkelden scheepsbouwers methoden om dit wel te doen. Dit had te maken met het toenemende gebruik van kanonnen waardoor de schepen zwaarder werden en dieper kwamen te liggen. De onzekerheid van die toename in diepgang werd gecombineerd met het plaatsen van het geschut dicht bij de waterlijn. Dit gaf een duidelijke noodzaak om tot een betrouwbare deplacementsbepaling te komen. De scheepsbouwer Anthony Deane schreef in 1670 op verzoek van Samuel Pepys Doctrine for Naval Architecture waarin hij verschillende methodes beschreef om de uiteindelijke diepgang te bepalen. Bij verschillende diepgangen bepaalde hij met behulp van een lijnenplan de oppervlakte van de waterlijn met behulp van driehoeken en rechthoeken die de scheepsvorm benaderden via 21 verdeelspanten. Op deze manier bepaalde hij dus niet het deplacement, maar het verschil in deplacement bij de verschillende diepgangen. Een vergelijkbare methode werd gebruikt door de Deense scheepsbouwer Olaus Judichær rond 1700.
Johannes Hudde stelde in 1652 een methode voor om bij schepen — dus niet vanaf een lijnenplan — het verschil tussen het gewicht van het lege en het volgeladen schip te bepalen en daarmee het ladinggewicht. Hoewel dit voorstel nooit werd uitgevoerd, noemde zijn neef Nicolaes Witsen deze methode in zijn Aeloude en hedendaegsche scheepsbouw en bestier uit 1671.
In Frankrijk gebruikte Hocquart de methode van verschil in diepgang met behulp van trapeziums. Pierre Bouguer verfijnde deze methode door het volume van het volledige schip uit te rekenen.

### Koopvaardij
Deplacement wordt vaak gebruikt om de grootte van een schip aan te geven. Het deplacement is het gewicht van de waterverplaatsing en die is (in statische toestand) gelijk aan het scheepsgewicht. Hoewel de eenheid van gewicht newton is, wordt het deplacement van schepen vaak aangeduid in tonnen wat een massa aangeeft. In de Verenigde Staten wordt het deplacement uitgedrukt in long ton. Dit was ook het geval voor de afspraken die golden voor de maximale maat van oorlogsschepen tijdens het Interbellum. 
De grootte van passagiersschepen en vrachtschepen wordt meestal aangeduid met een inhoudsmaat in plaats van het deplacement. Zie tonnenmaat.
In de scheepvaart wordt {\displaystyle {\boldsymbol {\Delta }}} gebruikt als symbool voor deplacement.

### Marine
Bij de Belgische marine en de Koninklijke Marine wordt deplacement waterverplaatsing genoemd. Hier staat waterverplaatsing dus niet voor het volume van het verplaatste water, maar voor het gewicht.